# Qark Berat

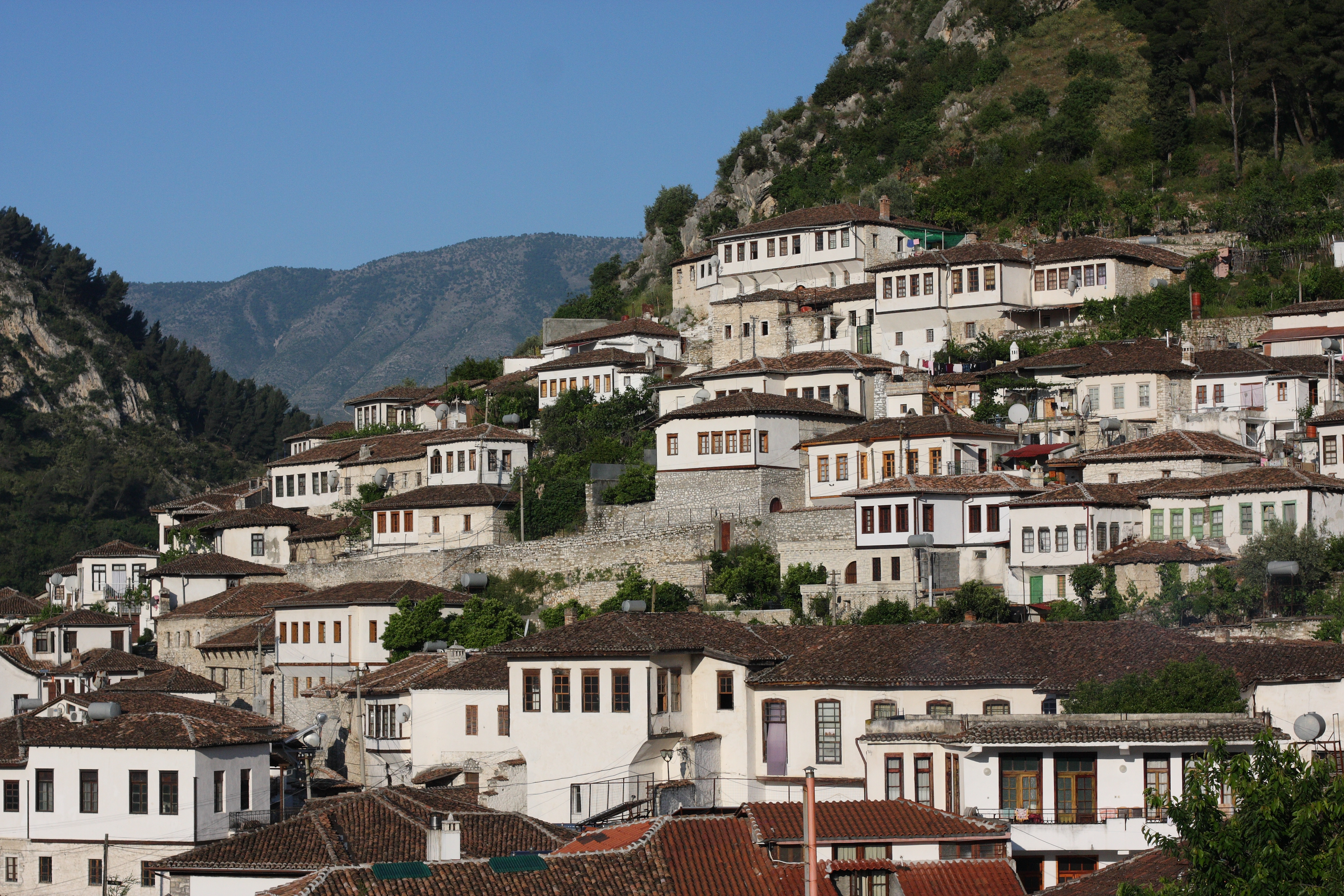
Berat, die „Stadt der 1000 Fenster“, ist UNESCO-Weltkulturerbe.

Der Qark Berat (albanisch Qarku i Beratit) ist einer der zwölf Qarks in Albanien. Er liegt im südalbanischen Hinterland und hat eine Fläche von 1798 Quadratkilometern. Die Hauptstadt und Sitz des Rates und Präfekten ist Berat.

## Geographie

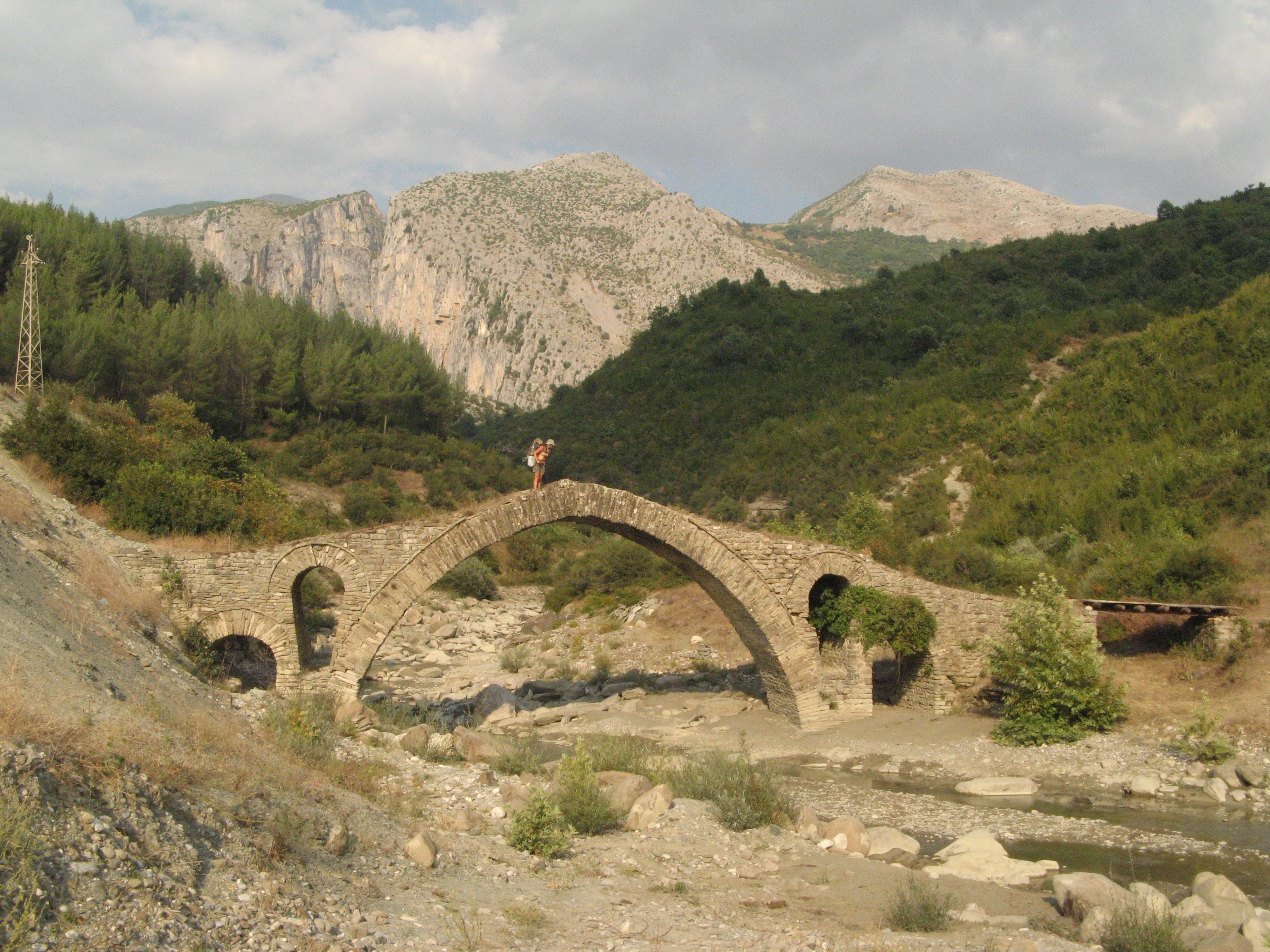
Kasabashi-Brücke, Skrapar

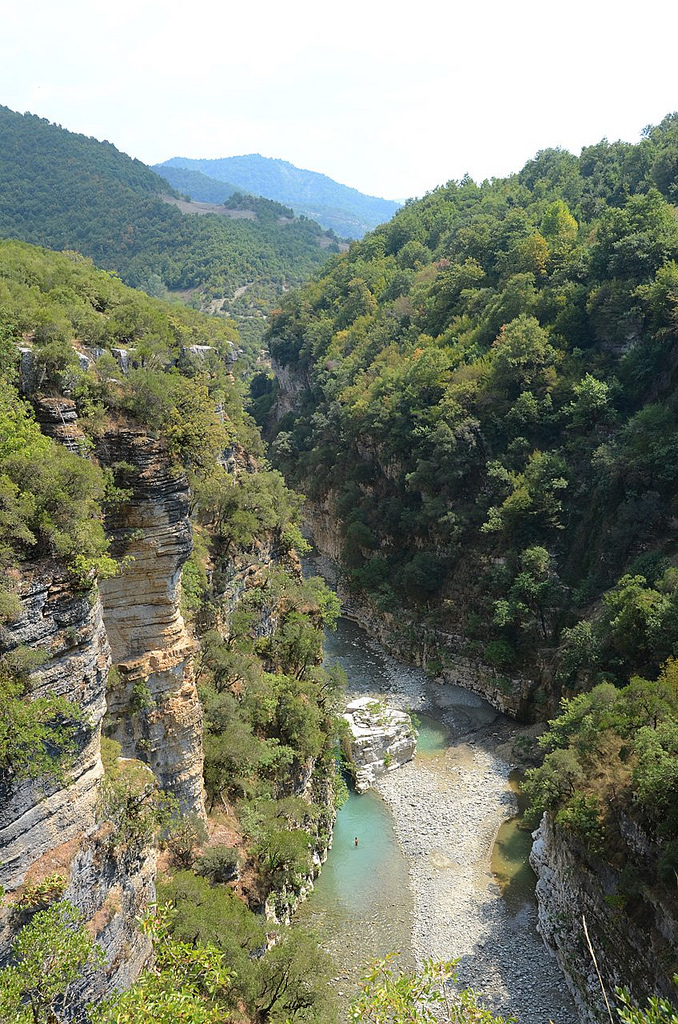
Osum-Canyon, Skrapar

Der Qark Berat umfasst ein Gebiet in Südalbanien am Mittel- und Unterlauf des Flusses Osum rund um die Stadt Berat, das historische und wirtschaftliche Zentrum der Region. Der südliche Teil der Region ist stark bergig. Nach Norden geht es allmählich in Hügelland über, und auch das Tal des von Südosten nach Nordwesten fließenden Osum wird immer breiter. Das Gebiet ganz im Norden rund um Kuçova gehört zur mittelalbanischen Myzeqe-Ebene. Mit 2415 m ü. A. ist der Tomorr im Osten des Qarks einer der höchsten Berge Südalbaniens; er wird vom nach ihm benannten Nationalpark umgeben. Westlich von Berat erhebt sich der Shpirag (1197 m ü. A.) als prominenter Bergzug.
Der Qark ist heute in fünf Gemeinden gegliedert. Früher gliederte sich das Gebiet in die drei Kreise Berat, Kuçova und Skrapar.
Nordwestlich liegt der Qark Elbasan, östlich der Qark Korça, südlich der Qark Gjirokastra und im Westen der Qark Fier.

## Bevölkerung
Die Bevölkerungszahl des Qarks beträgt 140.956 Einwohner (Volkszählung 2023), ein kleiner Rückgang gegenüber dem Jahr 2011 mit 142.003 Einwohnern. In den zehn Jahren zuvor betrug der Bevölkerungsrückgang hingegen mehr als ein Viertel.
Der sunnitische Islam (50,18 %), die Bektaschi (8,23 %) und das Orthodoxe Christentum (7,48 %) bilden die mitgliederstärksten Religionen. Auch der Atheismus (3,42 %) ist weit verbreitet. Katholiken (1,15 %) bilden eine kleine Minderheit.
Die Bektaschi haben am Berg Tomorr, der für sie heilig ist, ein bedeutendes Heiligtum, wohin sie jeweils am 15. August zu Zehntausenden pilgern.

## Politik und Verwaltung
Der Qark-Rat (alb. Këshilli i Qarkut) mit Sitz in Berat hat 18 Mitglieder.
Für die 2009 und 2013 beginnenden Legislaturperioden des albanischen Parlaments stellt der Qark acht Abgeordnete von insgesamt 140.
| Gemeinde | Njësitë administrative (alte Gemeinden)                                    | Kreise         | Einwohner 2023 | Einwohner 2011 |
| -------- | -------------------------------------------------------------------------- | -------------- | -------------- | -------------- |
| Berat    | Berat, Otllak, Roshnik, Sinja, Velabisht                                   | Berat          | 62.232         | 60.031         |
| Dimal    | Cukalat, Kutalli, Poshnja, Ura Vajgurore                                   | Berat          | 28.135         | 27.295         |
| Kuçova   | Kozara, Kuçova, Lumas, Perond                                              | Kuçova, Berat  | 31.077         | 31.262         |
| Poliçan  | Poliçan, Tërpan, Vërtop                                                    | Berat, Skrapar | 8.762          | 10.953         |
| Skrapar  | Bogova, Çepan, Çorovoda, Gjerbës, Leshnja, Potom, Qendër, Vendresha, Zhepa | Skrapar        | 10.750         | 12.403         |

| Kreis   | Hauptstadt | Fläche  | Einwohner (2011) | Einwohner (2001) | Anzahl Gemeinden |
| ------- | ---------- | ------- | ---------------- | ---------------- | ---------------- |
| Berat   | Berat      | 915 km² | 97.942           | 128.410          | 12               |
| Kuçova  | Kuçova     | 112 km² | 27.281           | 35.571           | 3                |
| Skrapar | Çorovoda   | 775 km² | 16.721           | 29.874           | 10               |